# Le Fresne-sur-Loire
Le Fresne-sur-Loire é uma ex-comuna francesa na região administrativa da Pays de la Loire, no departamento de Loire-Atlantique. Estendeu-se por uma área de 6,29 km². Em 2010 a comuna tinha 982 habitantes (densidade: 156,1 hab./km²).
Em 31 de dezembro de 2015 foi fundida com a comuna de Ingrandes para a criação da nova comuna de Ingrandes-Le Fresne sur Loire.